# Črneča vas
Črneča vas je naselje v Občini Kostanjevica na Krki, 6 km oddaljena od bližnje Kostanjevice na Krki. Leži na 375,7 m nadmorske višine. Je strjeno naselje na sedlu med grebenoma Gorjancev in Sv. Mohorja z deloma raztresenimi domačijami po razčlenjenem pobočju, ki seže v kadunjasto vrtačasto dolino. Grapast svet se spušča globoko proti potoku Sušica, na kar se dvigne v greben, ki se na hrvaški strani konča z Osunjsko goro.
Nad vasjo stoji nekdanji obmejni stražni stolp z zvonikom, ki mu domačini rečejo »turen«. V vasi stoji tudi bivša osnovna šola, ki je bila pordužnična osnovna šola do leta 1972. 23. avgusta 1942 so vas zasula z zažigalnimi bombami italijanska letala. Ubite so bile tri osebe, pogorelo pa je 24 hiš z gospodarskimi poslopji; po osvoboditvi so bile večinoma obnovljene.